# Csoszollokho – Noktudzson
A Csoszollokho – Noktudzson (hangul: 조선로코-녹두전, RR: Joseolloko – Nokdujeon), angol címén The Tale of Nokdu, 2019-ben bemutatott dél-koreai televíziós sorozat, melyet a KBS2 csatorna vetített Csang Dongjun (Jang Dong-yoon), Kim Szohjon (Kim So-hyun), Kang Theo (Kang Tae-oh) és Csong Dzsunho (Jung Joon-ho) főszereplésével.

## Cselekmény
Cson Noktu (Jeon Nok-du) apjával és bátyjával egy szigeten él száműzésben, és egy nap bérgyilkosok jelennek meg paraszti házuknál, végezni akarnak a családdal. A kiváló harcművésszé képzett Noktu (Nokdu) megvédi a családját, majd az egyik menekülő bérgyilkos nyomába ered, hogy kiderítse, miért akarják őket megölni, és főleg, hogy ki. A bérgyilkosról kiderül, hogy egy nő, és a szálak egy özvegyekből álló faluba vezetnek, ahová férfi nem teheti a lábát, mert a vérmes asszonyok azonnal ellátják a baját. Noktu (Nokdu) így kénytelen nőnek álcázni magát, hogy bejusson és kiderítse, kinek dolgozik a bérgyilkosnő. A falu melletti kiszeng (gisaeng)házban él Tong Dongdzsu (Dong Dongju), egy magas rangú nemes lánya, akinek családját lemészároltatta a Kvanghegun (Gwanghaegun) király. A lány bosszút esküszik a király ellen, terveit azonban alaposan összekuszálja Noktu (Nokdu) érkezése. Dongdzsu (Dongju) hamar felfedezi, hogy „Kim asszony” valójában férfi, ám végül mégis hajlandó titokban tartani a kilétét, ahogy beleszeret a férfiba. Noktu (Nokdu) rádöbben, hogy gyerekkora hazugság volt, valódi apja a király, aki trónra lépése előtt az elsőszülött fiát a trónviszályok miatt meg akarta ölni, ám az egyik tábornoka titokban kimentette és felnevelte.

## Szereplők
- Csang Dongjun (Jang Dong-yoon) (장동윤): Cson Noktu / Lady Kim / Jonszu (전녹두, Jeon Nok-du / Lady Kim / Yeon Soo)
- Kim Szohjon (Kim So-hyun) (김소현): Tong Dongdzsu / Ju Unszo (동동주, Dong Dong-joo / Yoo Eun-seo)
- Kang Theo (Kang Tae-oh) (강태오): Nungjang nagyherceg / Csha Julmu (차율무, Neungyang nagyherceg / Cha Yool-moo)
- Csong Dzsunho (Jung Joon-ho) (정준호): Kvanghegun (광해군, Gwanghaegun) király

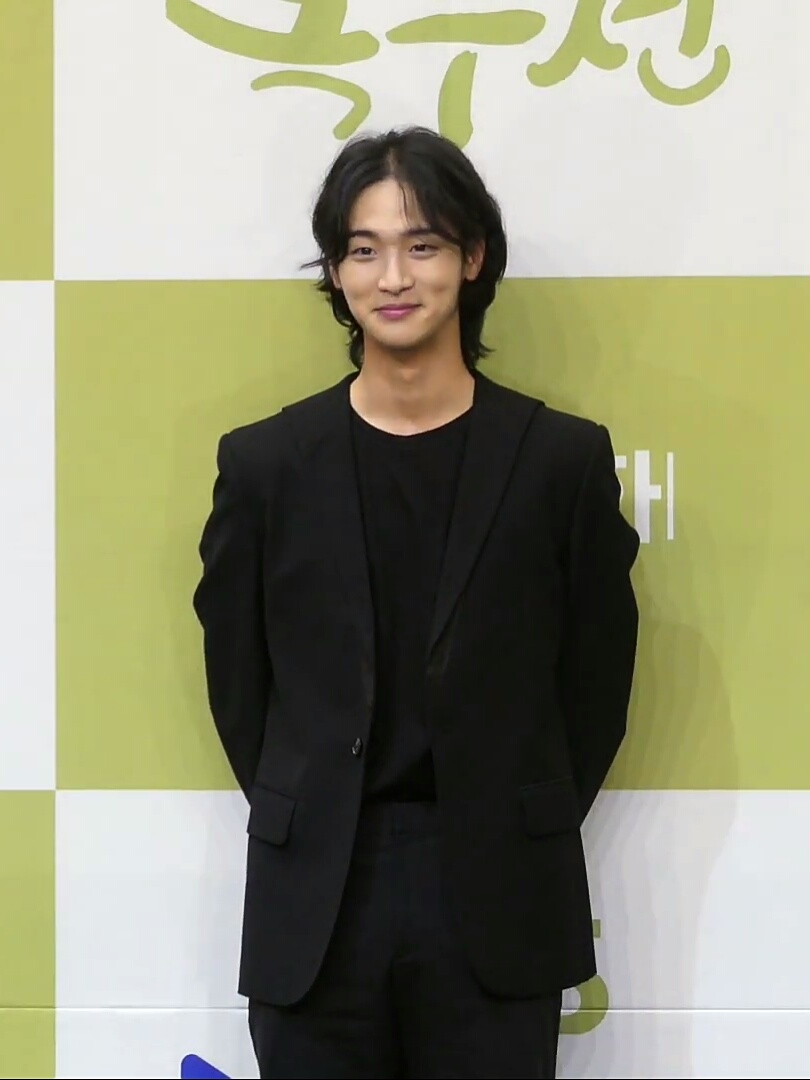
Csang Dongjun (Jang Dong-yoon)
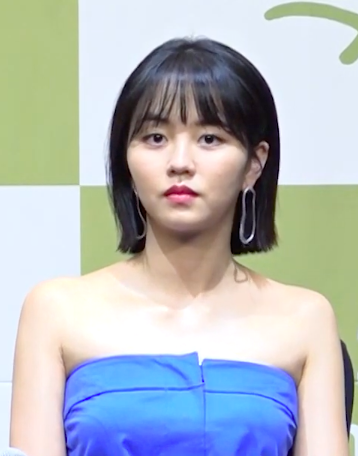
Kim Szohjon (Kim So-hyun)
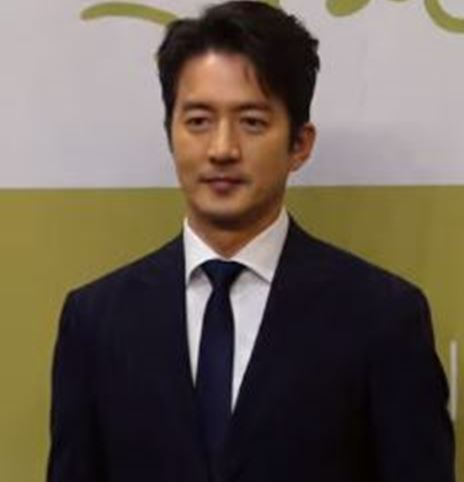
Csong Dzsunho (Jung Joon-ho)